# Yuliya Pechonkina
Yuliya Sergeyevna Pechonkina, (Nosova, de nascimento) (em russo: Юлия Сергеевна Печёнкина, Krasnoyarsk, RSFS da Rússia, 21 de abril de 1978) é uma antiga atleta russa especialista em 400 metros com barreiras, modalidade da que foi recordista mundial. Foi campeã mundial em 2005 e vice-campeã mundial em 2001 e 2007.